# Pauliina
Pauliina ist ein weiblicher Vorname.

## Herkunft und Bedeutung
Der Name ist die finnische Form von Paulina.

## Bekannte Namensträgerinnen
- Pauliina Lerche (* 1974), finnische Musikerin
- Pauliina Mäkelä (* 1980), finnische Comiczeichnerin
- Pauliina Rauhala (* 1977), finnische Schriftstellerin
- Pauliina Vilponen (* 1992), finnische Volleyballspielerin